# ESPN Deportes
ESPN Deportes è un canale televisivo statunitense, edito da ESPN Inc.. La rete è nata per la comunità ispanica della nazione, affiancando il canale principale in lingua inglese dal gennaio del 2004. È un canale visibile sia via cavo che satellite, ed è dedicato alle trasmissioni sportive in lingua spagnola.
Il canale realizza le sue trasmissioni da Città del Messico, da Los Angeles e dalla sua sede centrale a Bristol, nel Connecticut. Si compone di diverse piattaforme, tra cui la televisione, la radio e le reti sociali. La trasmissione è accessibile in tutti gli Stati Uniti e a Porto Rico.